# Caputxí frontblanc
El caputxí frontblanc (Cebus albifrons) és una espècie de mico de la família dels cèbids que es troba a Bolívia, el Brasil, Colòmbia, Veneçuela, l'Equador i el Perú.

## Subespècies
- C. a. albifrons
- C. a. cuscinus
- C. a. trinitatis
- C. a. unicolor
- C. a. versicolor